# باليستراتي
باليستراتي (بالإيطالية: Balestrate)‏ هي بلدية في مقاطعة باليرمو في صقلية الإيطالية.

## السكان
في سنة 1861 بلغ عدد السكان 1٬623 نسمة، وتطور العدد ليصل في سنة 2011 لـ 6٬413 نسمة.
يظهر هذا المخطط البياني تطور النمو السكاني لـ باليستراتي